# クラピナ
クラピナ（クロアチア語: Krapina）はクロアチア北部クラピナ＝ザゴリエ郡の都市及び基礎自治体である。クラピナ＝ザゴリエ郡の郡都で人口は2001年現在、クラピナが4,647人、基礎自治体全体では12,950人である。クラピナはザゴリエ地方の丘陵地帯に位置しており、首都ザグレブやヴァラジュディンの両都市からは約55km離れた場所にある。

## 歴史
クラピナには今から約12万年から5万年前にネアンデルタール人が生活した痕跡が発見されている。1899年、古生物学者であるドラグティン・ゴルヤノヴィッチ＝クランベルガー（Dragutin Gorjanović-Kramberger）によってクラピナ郊外のヒュシュニャク（Hušnjak）と呼ばれる丘で800もの化石が発見されている（クラピナ人）。現在、遺跡周辺は公園となっており多くの像があり、その中には熊やビーバー、ヘラジカなども含まれる。クラピナが最初に文書に記録されたのは1193年のことで、中世には要塞の下、村の開発が始められた。14世紀より、いくつかの貴族がクラピナを拠点としている他、当時都市特権を得て自由交易の場所となる。16世紀前半、ケグレヴィッチ家（Keglević）の荘園となりその後、オスマン帝国の侵略の影響を受ける。17世紀、フランシスコ会によって聖カタリネ教会（Katarine）と修道院が成立される。1850年、言語学者で作家、政治家でもあるイリリアン運動 (en) のリーダー的存在でもあったクラピナ出身のリュデヴィット・ガイ（Ljudevit Gaj） (en) によって現代のクロアチア語を表記する新たなアルファベットであるガイ式ラテン・アルファベットが作られた。彼の生家は現在、博物館になっている。

## ギャラリー

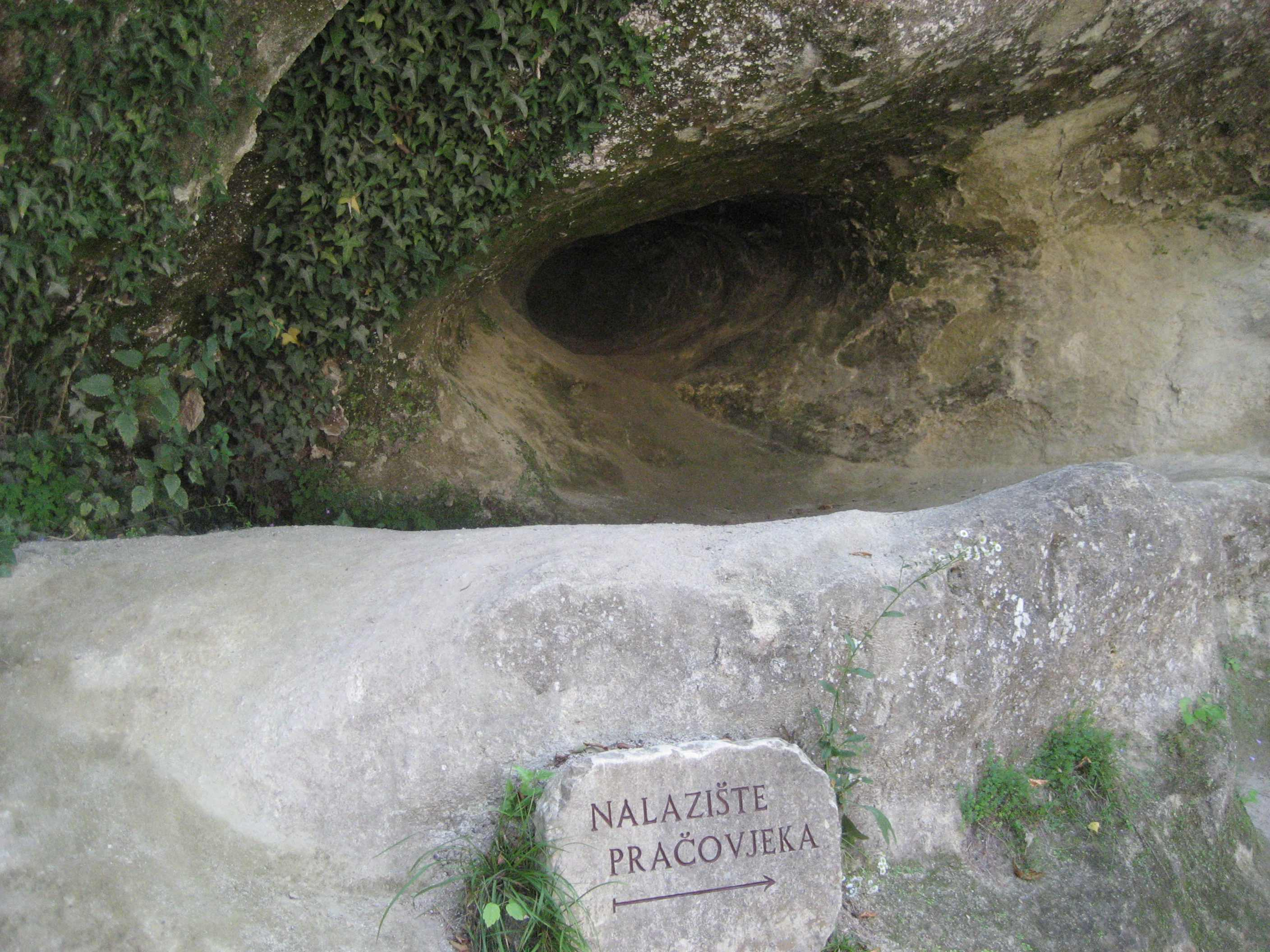
ネアンデルタール博物館
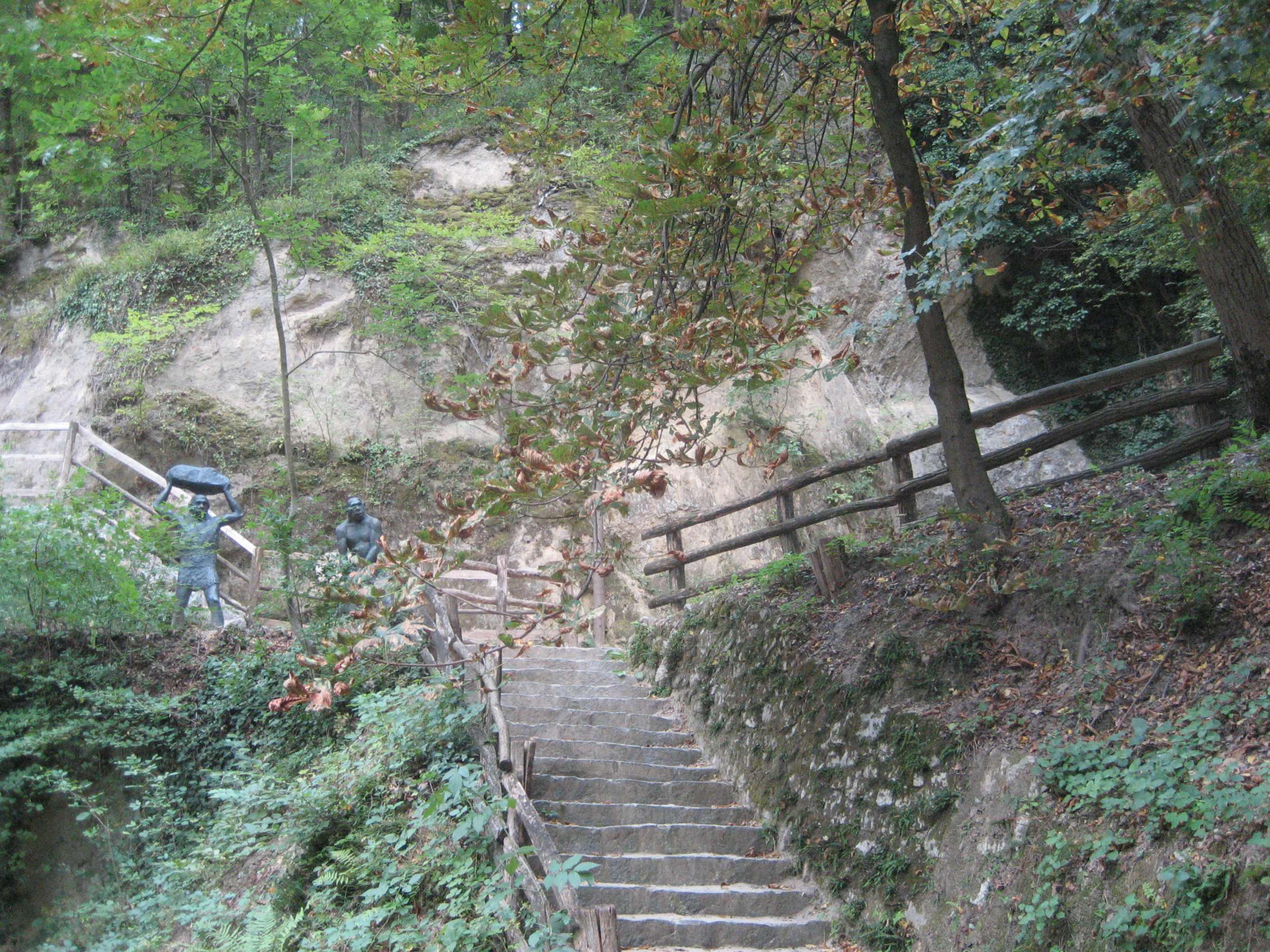
ネアンデルタール博物館
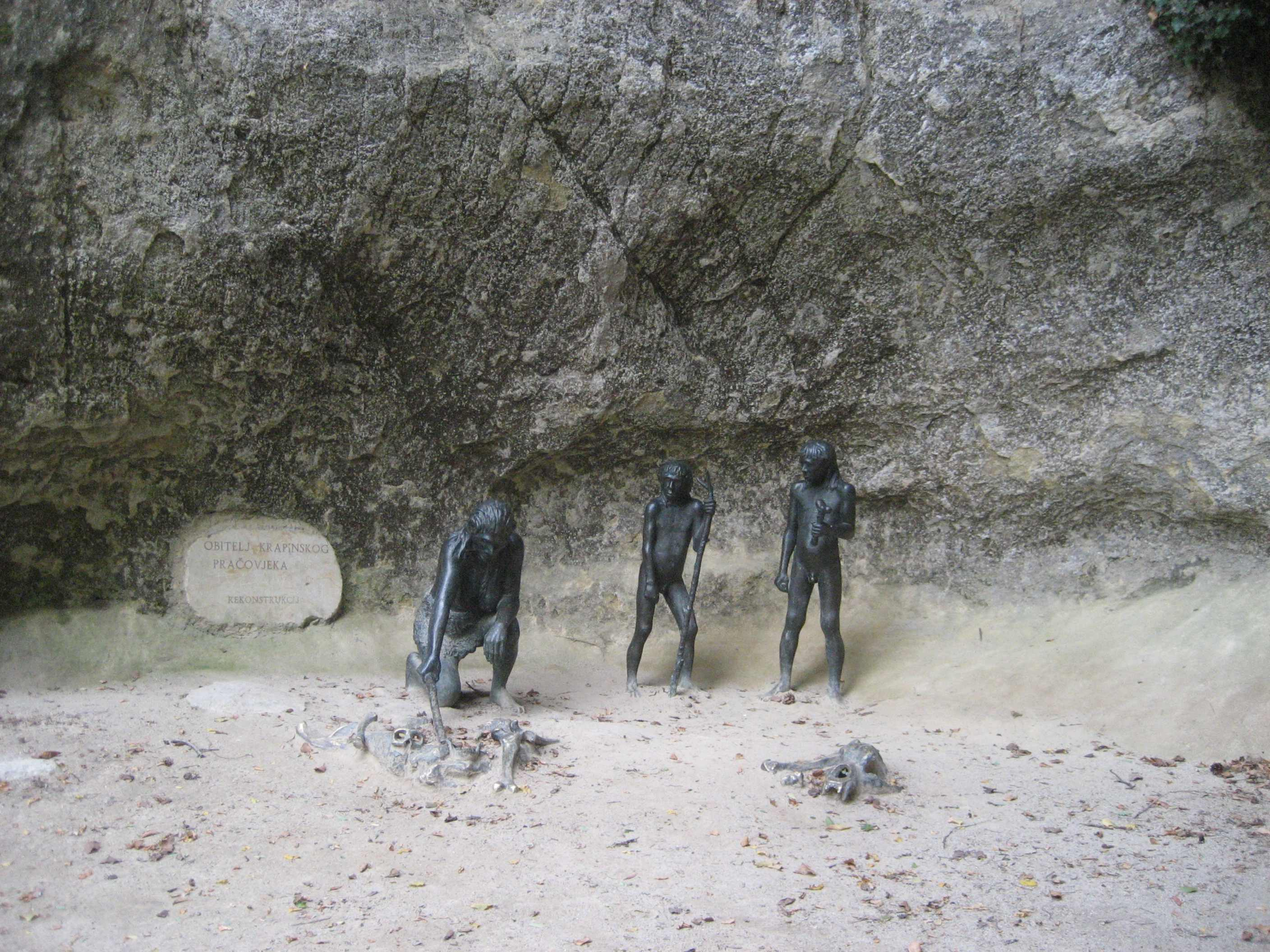
展示されている彫像